# Jonttu Luhtavaara
Йонтту Лугтаваара (справжнє імʼя фін. Joonas Paul Tuomas Luhtavaara; нар. 26 листопада 1996, Фінляндія) — фінський музикант, автор пісень та барабанщик фінського поп-гурту KUUMAA